# 巴尔比尼
巴尔比尼（法語：Balbigny，法語發音：[balbiɲi]），法国东南部城市，奥弗涅-罗讷-阿尔卑斯大区卢瓦尔省的一个市镇，隶属于罗阿讷区，其市镇面积为16.98平方公里，2022年1月1日时人口数量为2,848人，在法国城市中排名第3,902位。
巴尔比尼位于卢瓦尔省中北部，卢瓦尔河右岸，是一个区域性的中心市镇，莫雷－里昂铁路、A89高速公路和国道N82线在此交汇。

## 地名来源

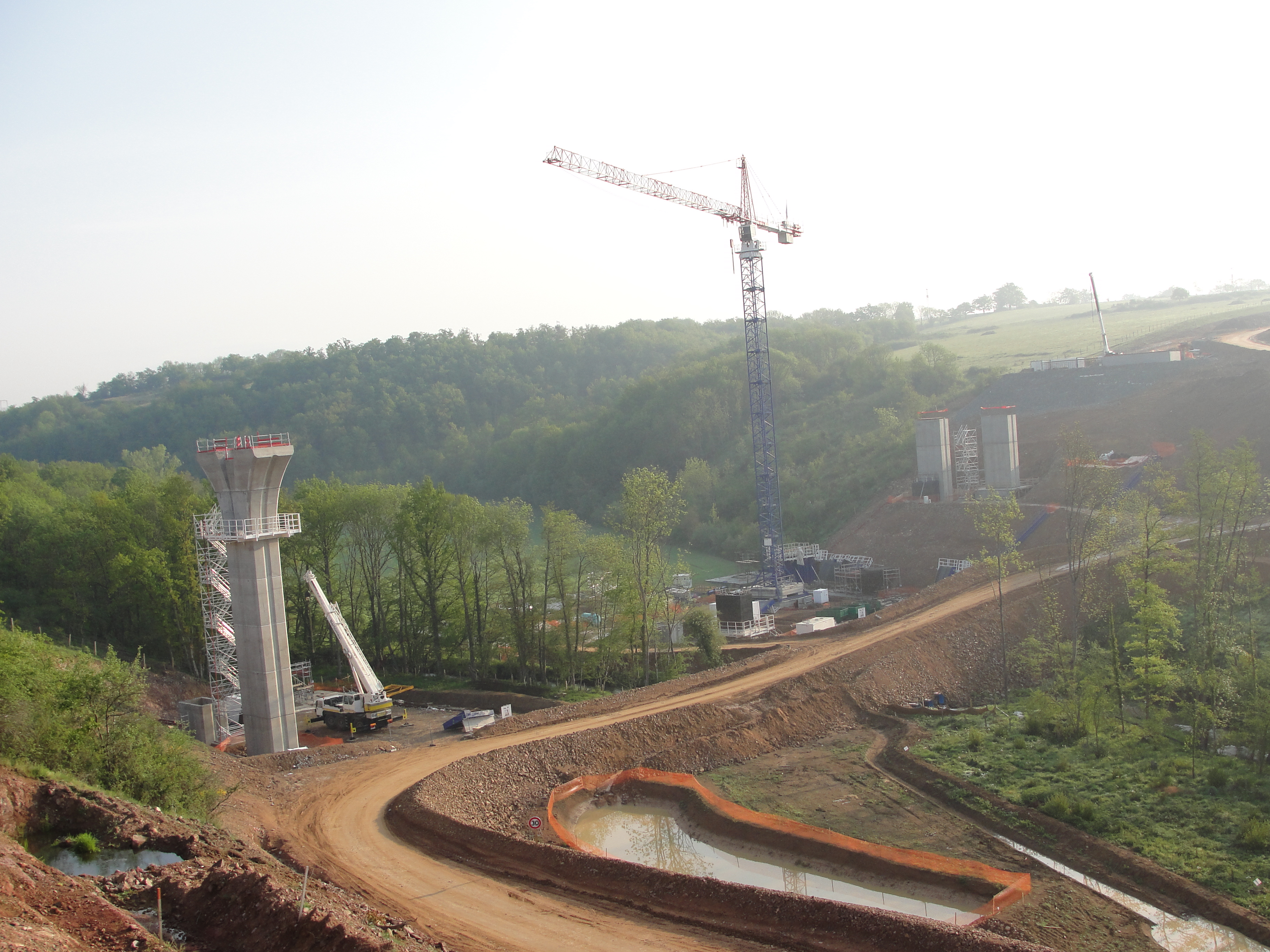
2010年，建造中的A89高速公路巴尔比尼段

“Balbigny”一名出自拉丁语人名“Balbinius”，后者生平尚有待考证。

## 历史
根据当地官方网站的论述，古典时期一条沿卢瓦尔河修建的道路从巴尔比尼境内经过，而巴尔巴尼作为聚落则最初于公元1090年被记载。公元15世纪时，当地出现了一处军事城堡。法国大革命后，巴尔比尼成为罗讷-卢瓦尔省的一个市镇。1793年，罗讷-卢瓦尔省一分为二，巴尔比尼被划入西侧的卢瓦尔省。工业革命期间，途径巴尔比尼的莫雷－里昂铁路建成通车。2008年11月，卢瓦尔河巴尔比尼段发生洪水，部分街区被淹没。2012年，巴尔比尼至里昂之间的高速公路建成通车。

## 地理

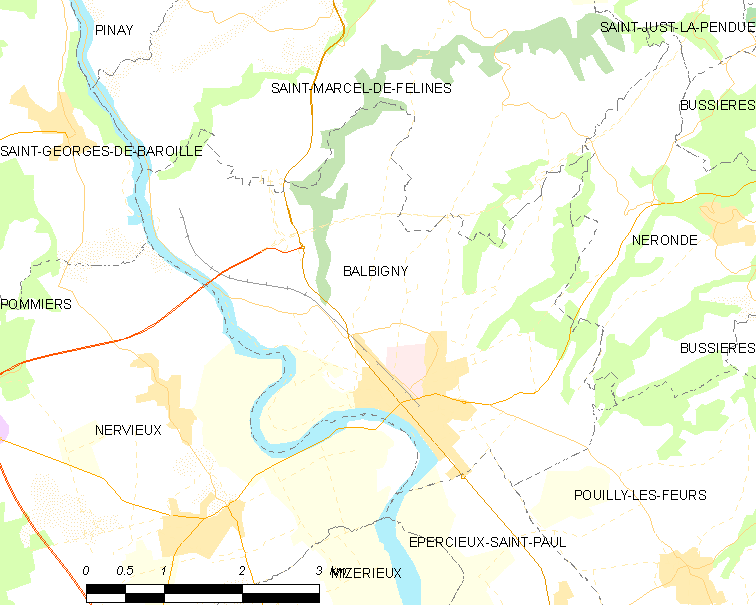
巴尔比尼市镇范围地图

巴尔比尼位于法国中东部偏南，奥弗涅-罗讷-阿尔卑斯大区中西部和卢瓦尔省中北部，距离省会圣艾蒂安大约49公里。与巴尔比尼接壤的市镇包括：圣马塞尔德费利讷、埃佩尔雪圣保罗、内龙德、内尔维约、普伊莱弗尔、圣乔治德巴鲁瓦耶。

### 地形
巴尔比尼位于福雷地区腹地，境内以平原为主，市镇中心地势较为平坦，东部地区略有起伏，全境海拔在314到482米之间。

### 水文
巴尔比尼位于卢瓦尔河流域范围内，卢瓦尔河干流自南向北流经市镇西界，其右岸支流Collet、Bernand等在此与其交汇。

### 植被
巴尔比尼属于温带阔叶混交林区，林地主要分布于河流附近。
在鲜花城市的评比中，巴尔比尼被评为1星级鲜花城市。

### 气候
巴尔比尼在柯本气候分类法中属于温带海洋性气候，因其地形相对闭塞，当地气候又有一定的大陆性特征。

## 行政区划
巴尔比尼的市镇编号为42011，邮政编号为42510。
在行政管理方面，巴尔比尼隶属于法国奥弗涅-罗讷-阿尔卑斯大区卢瓦尔省罗阿讷区；在地方选举方面，巴尔比尼隶属于勒科托县，其市镇范围全境被划入卢瓦尔省第六选区；在社会管理方面，巴尔比尼是东福雷市镇公共社区的组成部分。
法国国家统计与经济研究所（简称）在进行数据统计时，未将巴尔比尼划入任何城市核心区（Unité urbaine）及城市区（Aire urbaine）。自2020年起，巴尔比尼城市区被包含16个市镇的弗尔城市辐射区代替。此外，还将巴尔比尼市镇整体看作一个“块区”（IRIS），以便于统计人口分布情况。

## 交通

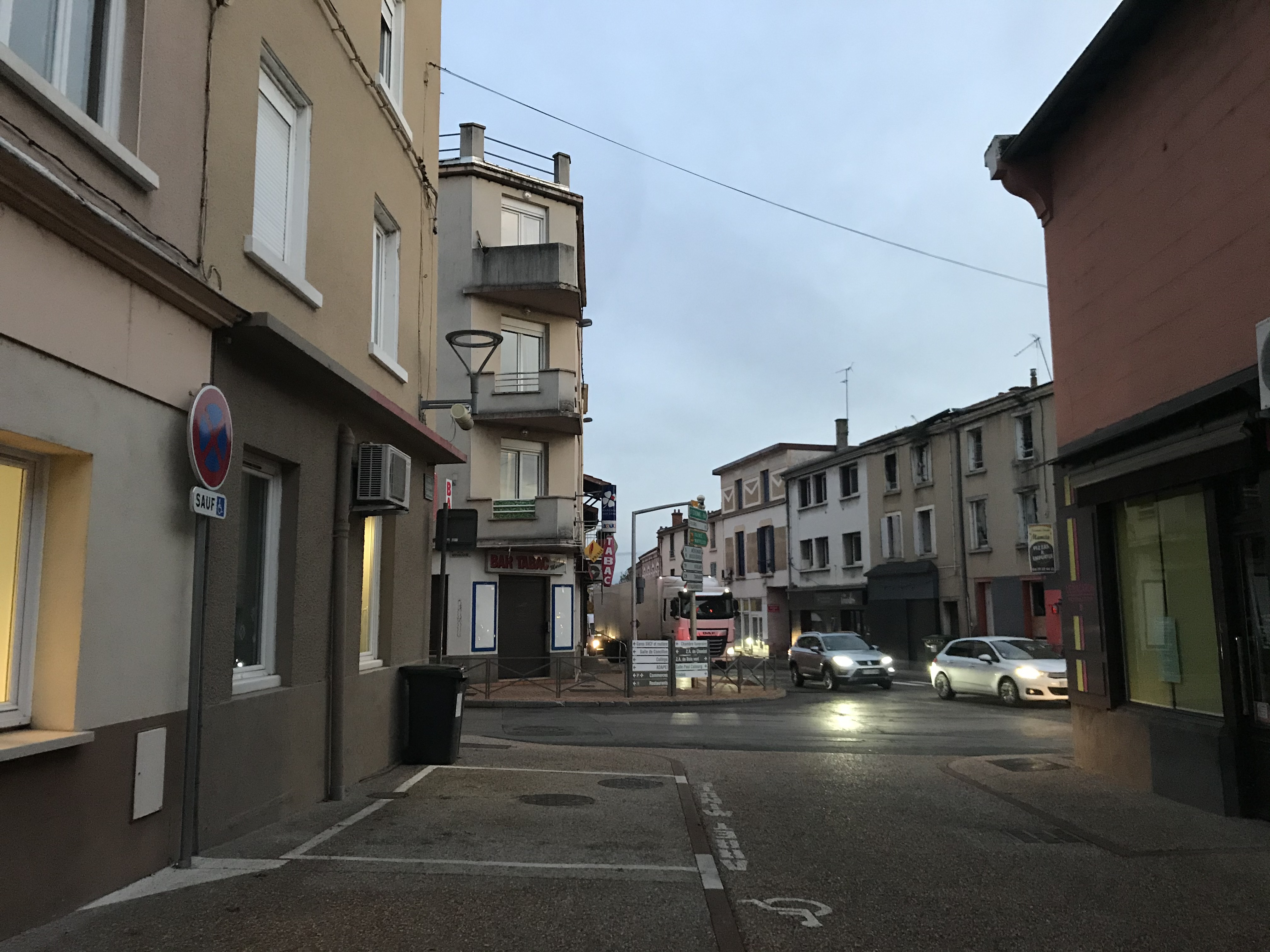
詹娜·吉鲁街，后方为穿过巴尔比尼市中心的国道N82线

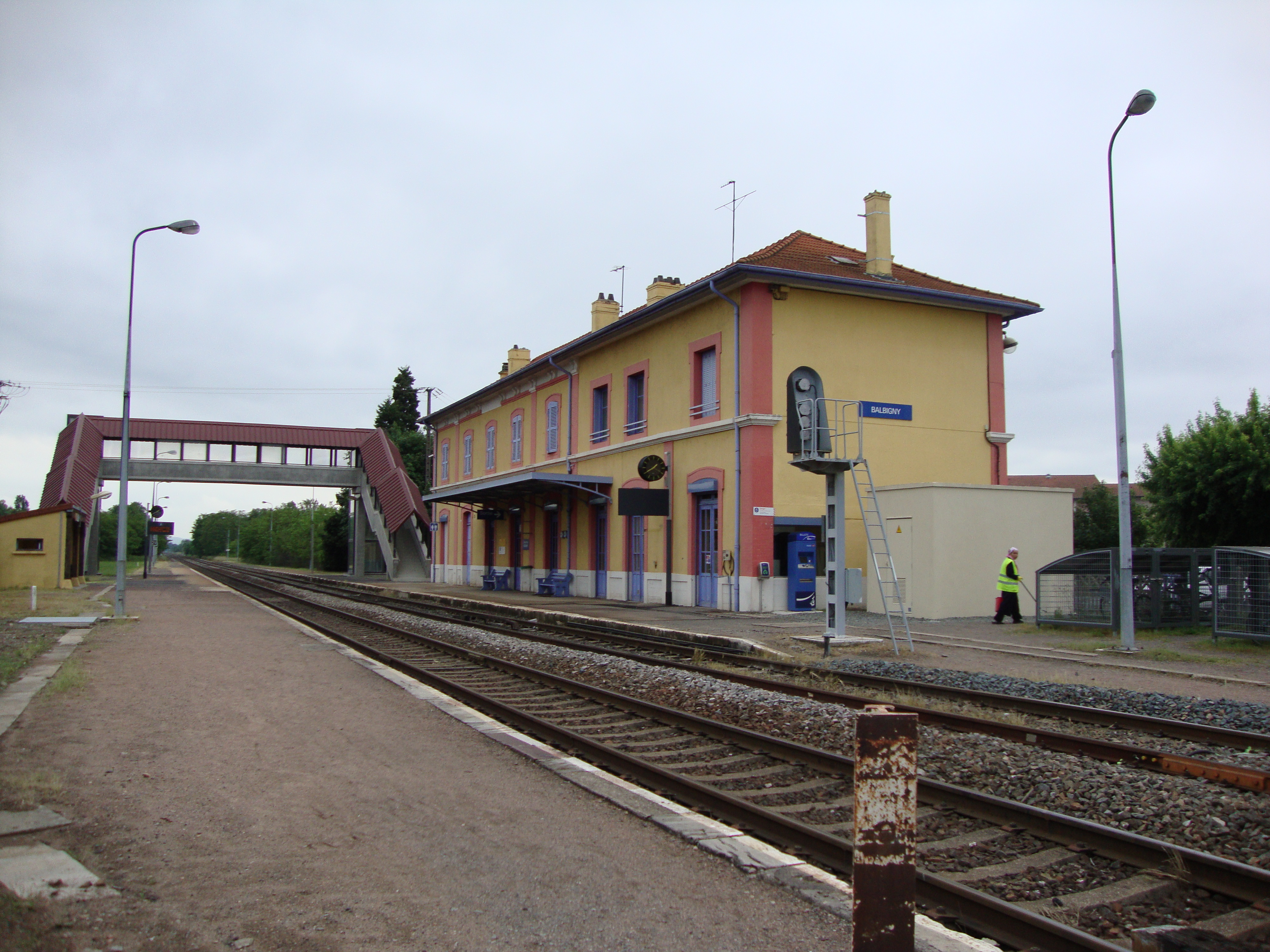
巴尔比尼火车站的股道

### 公路
A89高速公路和国道N82线经过巴尔比尼，另有多条卢瓦尔省省道在巴尔比尼境内交汇。奥弗涅-罗讷-阿尔卑斯大区下属的卢瓦尔省城际客运L15线经过巴尔比尼，可前往雅雷地区圣普列斯特、蒙特龙莱班等地。
2021年，73.5%的巴尔比尼家庭拥有至少一辆私人汽车。2022年，巴尔比尼境内共发生各类交通事故1起，造成1人重伤。
| 33 | 4 |

| 圣艾蒂安 | 62 |

| 罗阿讷 | 29 |

| 弗尔 | 9.3 |

### 铁路
巴尔比尼位于莫雷－里昂铁路上。巴尔比尼站位于镇中心，停靠往返于圣艾蒂安和罗阿讷一线的区域列车。

### 航空
巴尔比尼距离克莱蒙费朗机场和里昂圣埃克絮佩里机场的公路里程均约100公里。

### 城市公共交通
截至2024年9月，巴尔比尼暂无城市公共交通系统。

## 政治

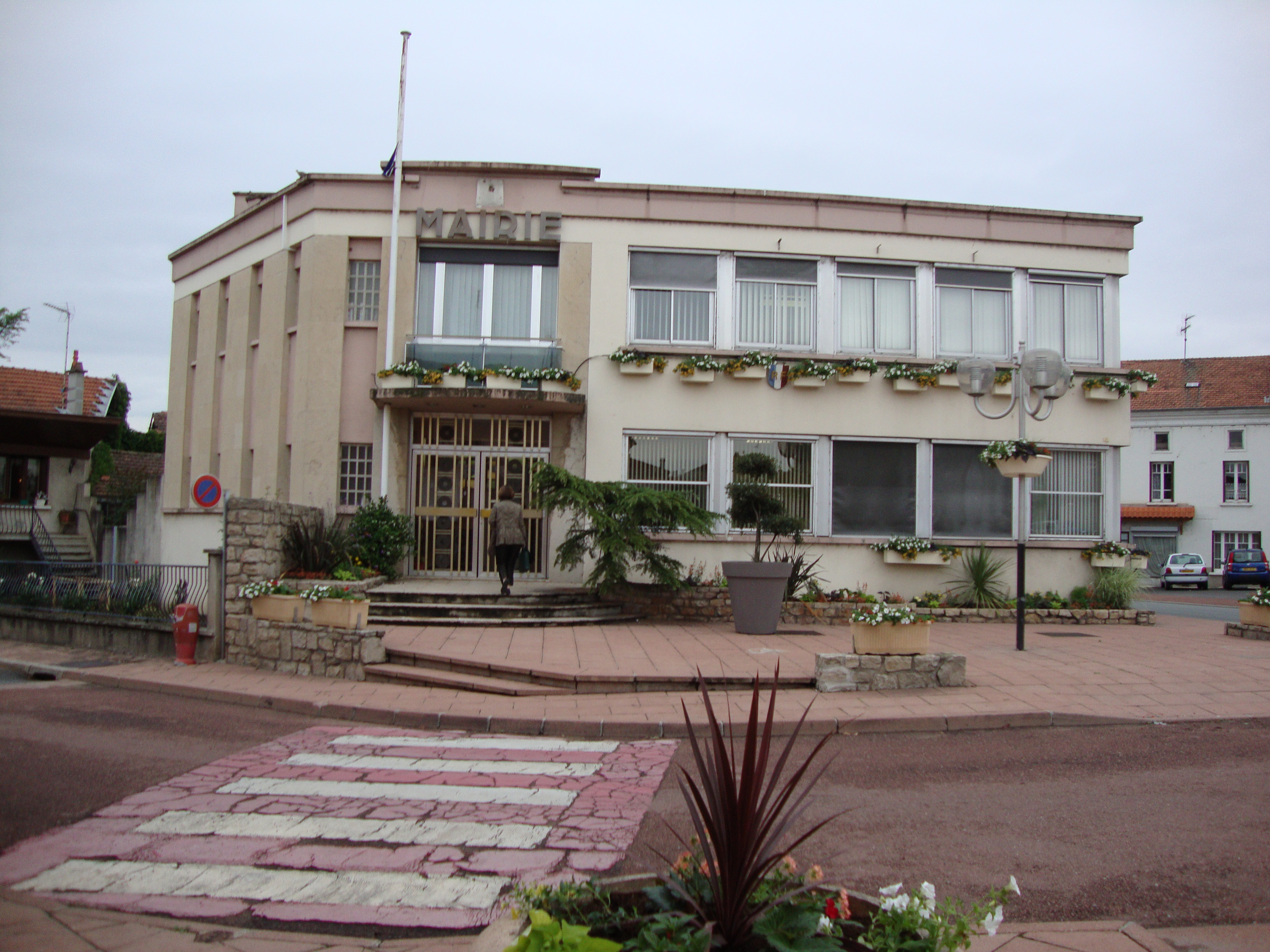
巴尔比尼市政厅

巴尔比尼的现任市长为吉勒·迪潘先生（Gilles DUPIN），他是一名无党派人士，在2020年的市政选举中获得了53.01%的支持率。
在2022年的法国总统大选中，法国极右翼政党国民阵线主席玛丽娜·勒庞在巴尔比尼获得了52.74%的支持率。

## 人口
2019年，巴尔比尼市镇人口数量为2,840，在法国排名第3,902位。其中男性1,386人，女性1,454人，75岁及以上人口占11.8%，外籍人口数量为67人，人口密度为167人/平方公里，当地居民被称为（男性）或（女性）。2020年，巴尔比尼境内出生42人，死亡人口56人。
| 巴尔比尼1901年－2019年人口变化情况 |
|                                    |
| 数据来源：Cassini、INSEE           |

## 经济

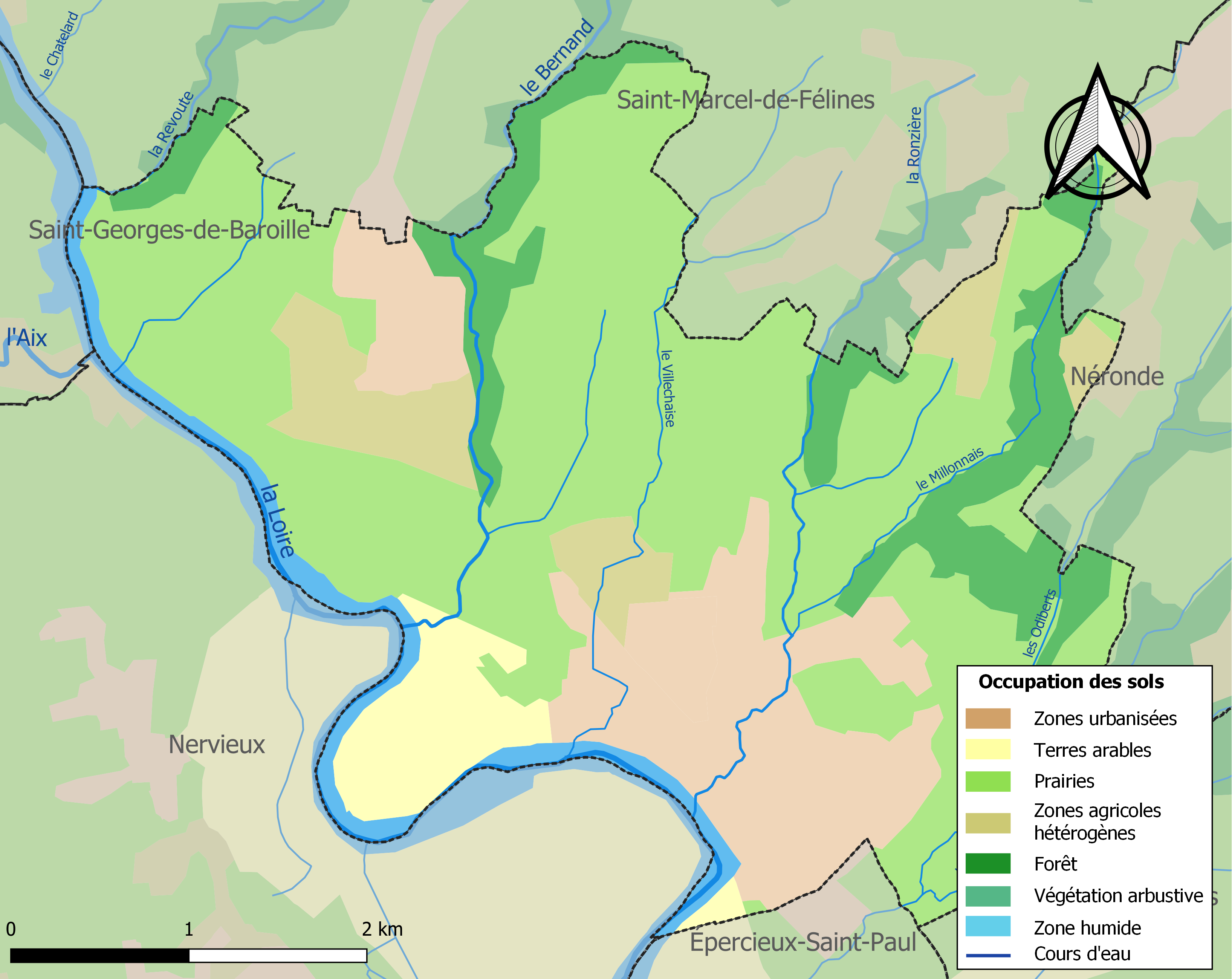
巴尔比尼土地利用情况地图

巴尔比尼是一个区域性的中心市镇。截止2022年12月，巴尔比尼市镇范围内共有各类用人单位（包含自雇）418家，平均历史为15年，其中98.67%为中小型企业（PME），2022年10月至12月间，当地的经济活力指数为0.24%。（房梁）、（分类垃圾回收）及（零售）是当地2021年营业额最高的三个企业，分别为26,198,104欧元、14,103,137欧元和7,420,354欧元。

## 财政与居民收入
2021年，巴尔比尼的财政收入总额为2,308,650欧元，财政支出总额为1,899,950欧元，当年的债务总额为1,249,380欧元。2021年，巴尔比尼市镇共获得424,583欧元的国家财政补助，比上一年减少了1.85%。
2020年，巴尔比尼的人均月收入总额为2,052欧元，其中高级职员为3,824欧元，低于法国平均水平（4,230欧元）；中级职员为2,331欧元，低于法国平均水平（2,411欧元）；普通职员为1,675欧元，亦低于法国平均水平（1,740欧元）。
2019年，巴尔比尼境内的青壮年（15至64岁）失业率为10.6%，当地43.2%的家庭拥有纳税资格，平均纳税1,847欧元，低于法国平均水平（3,910欧元）。

## 社会事务

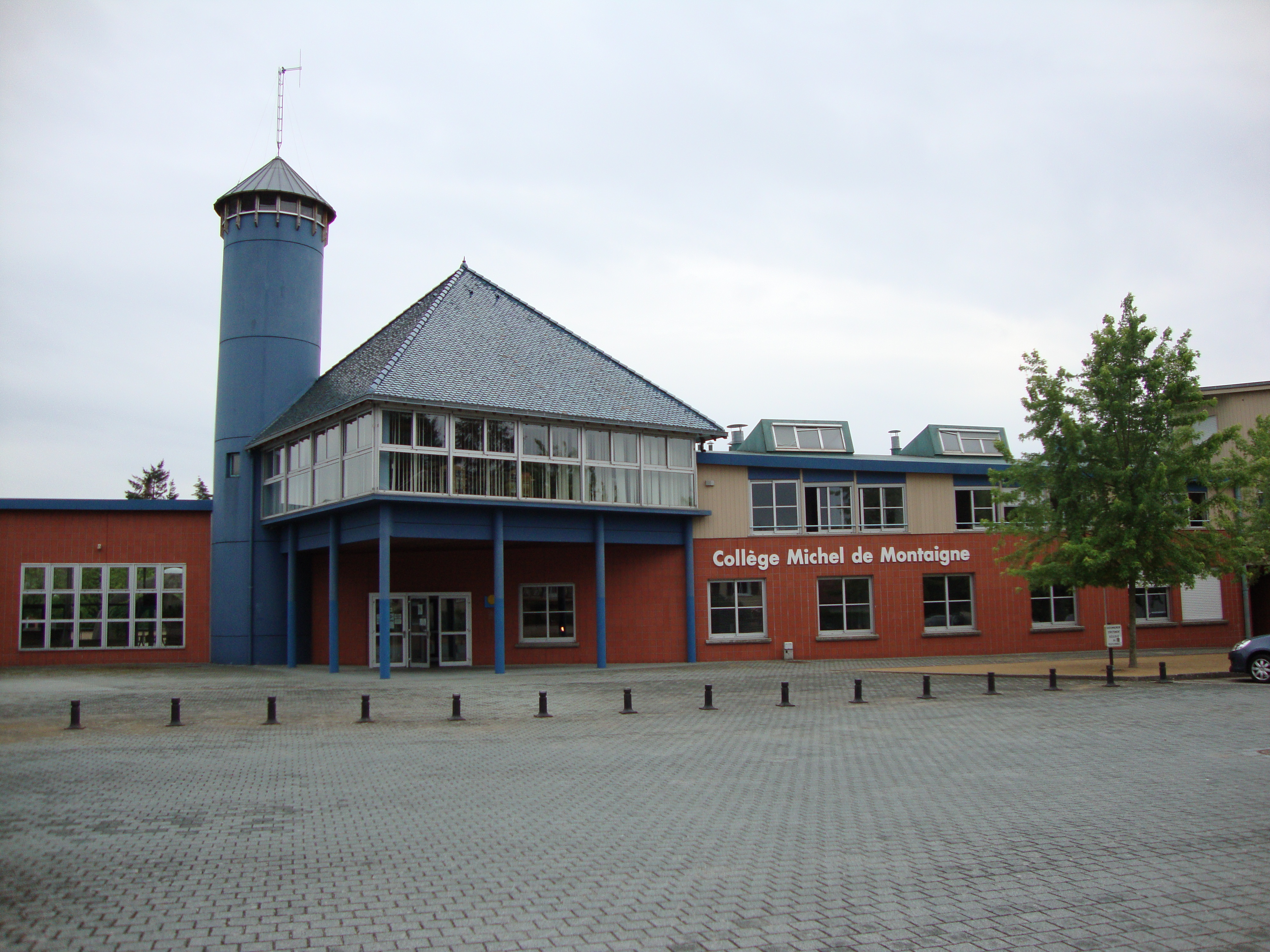
巴尔比尼的一所初级中学

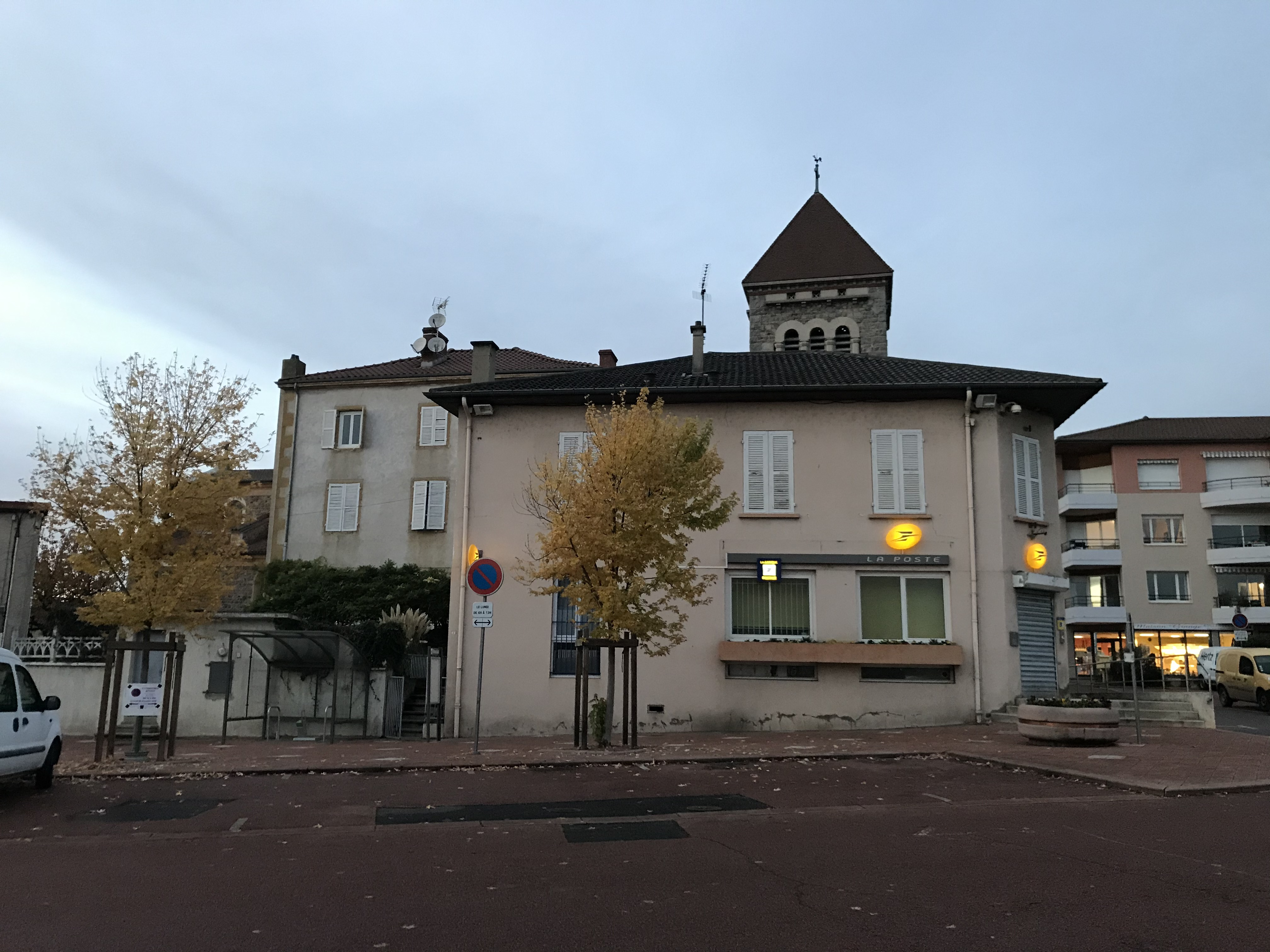
巴尔比尼邮局

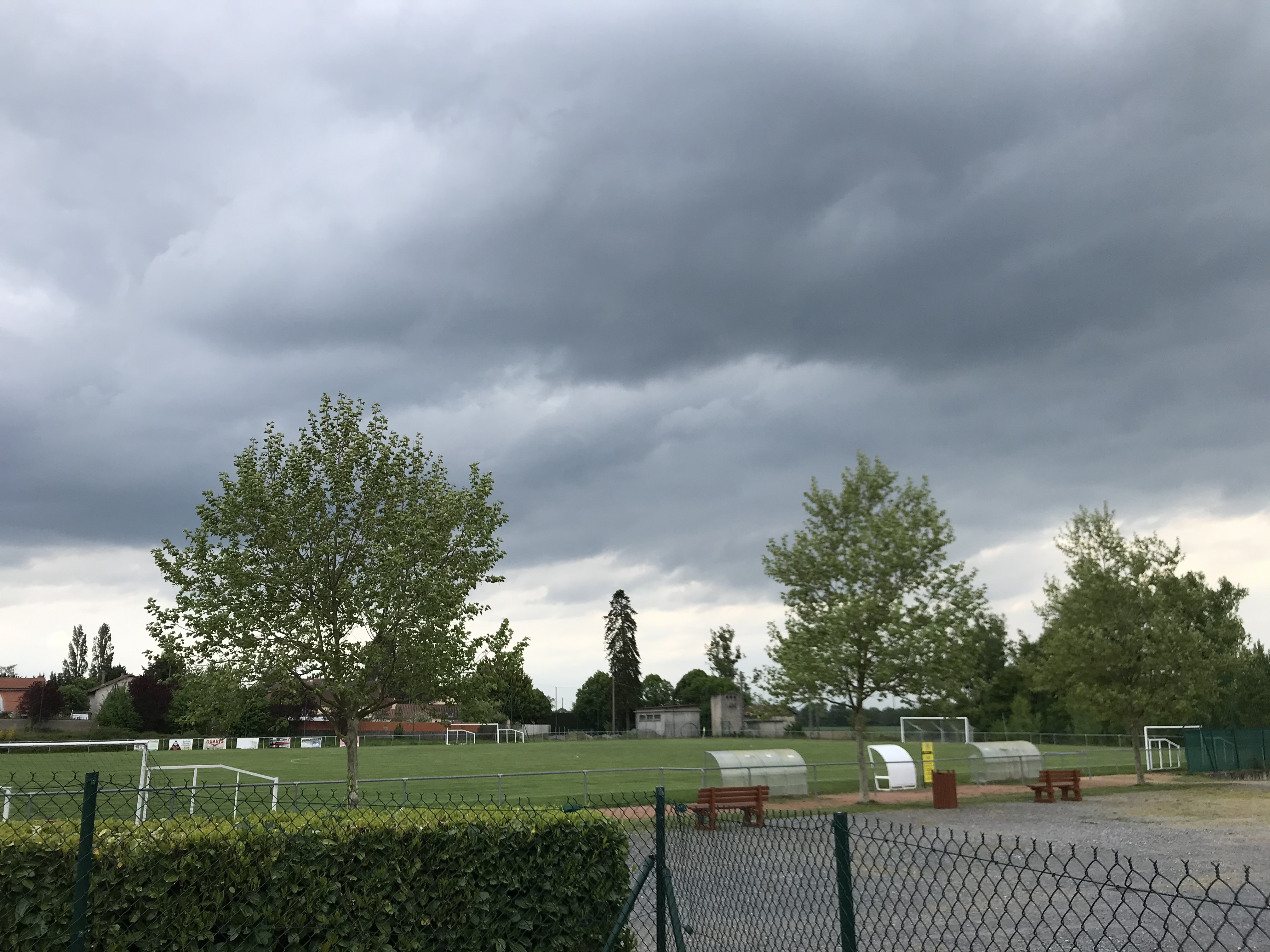
巴尔比尼一处足球场

### 教育
巴尔比尼属于里昂学区。截止2021年1月1日，巴尔比尼境内共有0所幼儿园、2所小学和1所初级中学。2018至2019学年度，巴尔比尼境内共有在校中等教育阶段学生471名。

### 医疗
截止2021年1月1日，巴尔比尼境内共有全科医生5名、保健师6名、牙医1名和护士6名。境内共有药房1家、残疾人帮扶中心2家。
距离巴尔比尼最近的区域性医疗机构为福雷中心医院（Centre Hospitalier du Forez），其下属的弗尔病区（Site de Feurs）位于弗尔，距离巴尔比尼市区的正常车程大约11分钟，该院设有床位279个，是当地规模最大的公立综合性医院。

### 住房
2019年，巴尔比尼境内共有各类住房1,410套，其中77.4%为独立式居民区，22.4%为集中式居民区。常住房屋占巴尔比尼市镇范围内居民建筑总量的83.0%。
在住房保障政策方面，2021年，巴尔比尼境内共有276户家庭获得了住房经济补助，受益人数占总人口数量的9.7%，其中247份为房租补助。

### 商业
2021年，巴尔比尼境内共有各类实体商铺84家，其中餐厅5家、大型超市2家、杂货店1家、面包房4家、肉铺2家、装饰品店1家、银行门店1家、美容美发店7家、汽车维修店9家。市区中部建有一家家乐福超市。

### 体育
2021年，巴尔比尼境内共有1间体育馆、2处网球场、2处足球或橄榄球场以及1处篮球或排球场。
截至2022年12月，菲内尔巴勒体育联盟（AS Finerbal Nervieux Balbigny，编号551766）是巴尔比尼境内唯一的一家注册足球俱乐部，该队成立于2010年，其主队2022至2023赛季参加卢瓦尔省足球联赛丁组（法国第十二级别），其主场为瓦朗雪球场（Stade Valencieux）。

### 环境
巴尔比尼的环境事务由其所属的东福雷市镇公共社区联合各级政府协调负责。2021年，巴尔比尼境内共有1家污染企业。

### 治安
2021年，巴尔比尼市镇范围内有1处宪兵队。
巴尔比尼及其附近的共108个市镇是罗阿讷国家宪兵队（zone gendarmerie de Roanne）的管辖范围。2020年，该宪兵队累计记录各类案件2,166起，其中盗窃类案件933起，经济类案件383起，毒品交易类案件155起。

## 文化

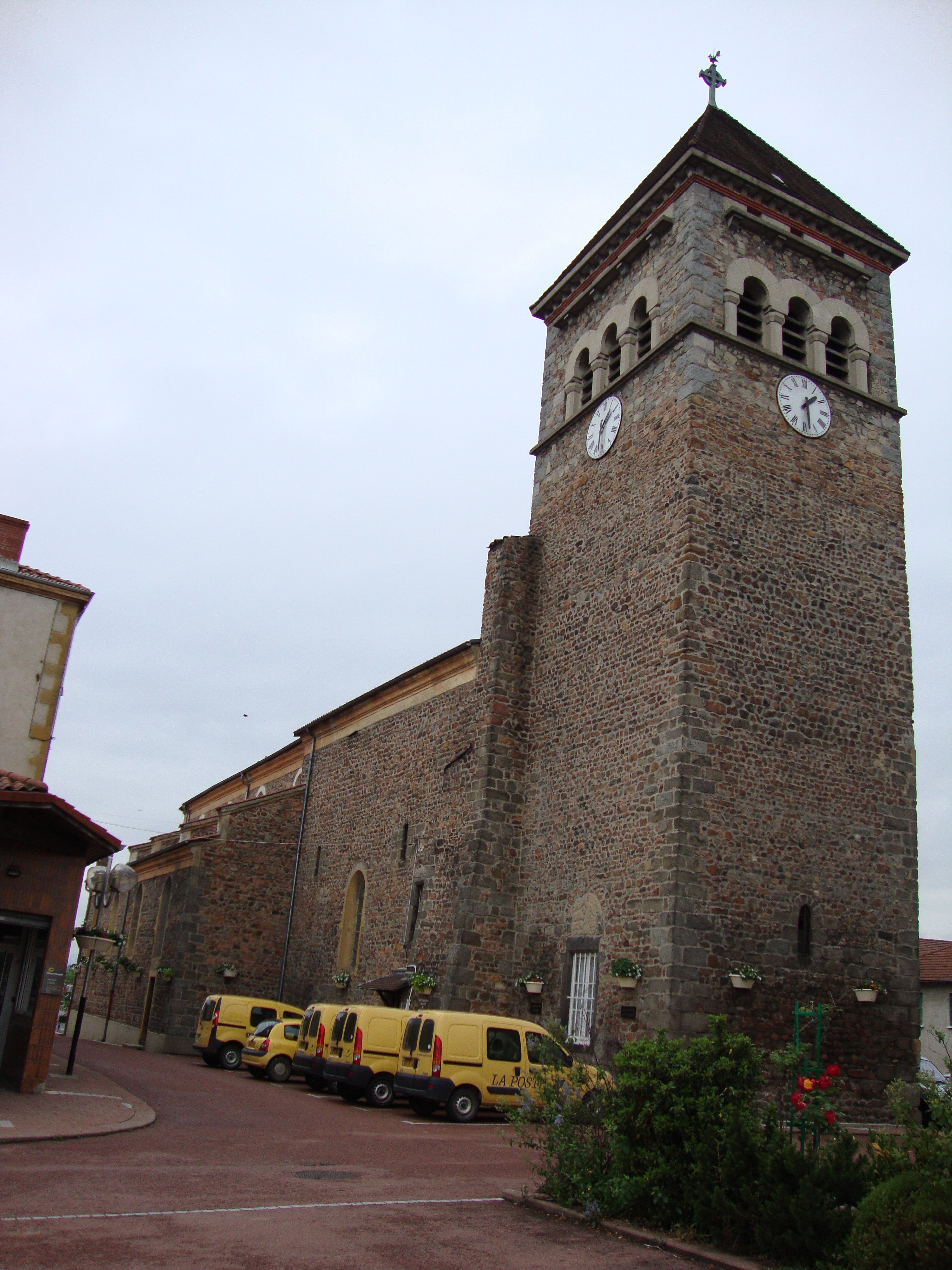
巴尔比尼教堂塔楼

2021年，巴尔比尼境内有1家电影院。巴尔比尼境内建有多媒体中心，每周三至六向公众开放。

### 建筑
巴尔比尼境内有多处历史建筑，其中镇中心的圣托兰教堂（Église Saint-Taurin de Balbigny）是当地的地标性建筑物。

### 旅游
巴尔比尼的旅游事务由其所属的东福雷市镇公共社区负责。2022年，巴尔比尼境内共有1个露营地，可容纳共50辆露营车。

### 媒体
法国主要的媒体均可在巴尔比尼接收，法国电视三台下属的奥弗涅-罗讷-阿尔卑斯大区频道在部分时段播出巴尔比尼所属区域的地方新闻。《进步报》、蓝色法兰西圣艾蒂安广播、Scoop广播、卢瓦尔省电视台等为当地主要的地方性媒体。

## 友好城市
截至2022年12月，巴尔比尼暂未建立任何友好城市关系。